# 대한민국 상법 제192조
대한민국 상법 제192조는 설립무효, 취소의 등기에 대한 상법 회사법의 조문이다. 

## 조문
상법 제192조 (설립무효, 취소의 등기) 설립무효의 판결 또는 설립취소의 판결이 확정된 때에는 본점과 지점의 소재지에서 등기하여야 한다.